# Tony Gaudio
Tony Gaudio (Cosença, 20 de novembro de 1883 — Burlingame, 10 de agosto de 1951) é um diretor de fotografia ítalo-estadunidense. Venceu o Oscar de melhor fotografia na edição de 1937 por Anthony Adverse.